# Organizacja Państw Ameryki Środkowej
Organizacja Państw Ameryki Środkowej (Organización de los Estados Centroamericanos; w skrócie ODECA) – regionalne ugrupowanie integracyjne zrzeszające państwa Ameryki Centralnej.
Organizacja powstała w 1951 roku. Początkowo należały takie kraje, jak: Gwatemala, Honduras, Kostaryka, Nikaragua oraz Salwador. W 1962 dołączyła Panama. W 1997 kraje podpisały Deklarację z Managui regulującą regionalną politykę integracyjną. Celem organizacji jest umożliwienie wzajemnych konsultacji, pomocy oraz pokojowego rozstrzygania sporów.
W 1960 roku ODECA utworzyła Mercado Común Centroamericano (MCCA, Wspólny Rynek Ameryki Środkowej) w celu ustanowienia unii celnej, a w 1993 roku wprowadzono Sistema de la Integración Centroamericana (SICA, System Integracji Środkowoamerykańskiej).